# Neopurcellia minutissima
Neopurcellia minutissima is een hooiwagen uit de familie Pettalidae.